# Frank Wilson (rugby)
Frank Wilson (Cardiff, Gales, 5 de abril de 1944-27 de diciembre de 2024) fue un jugador de rugby galés que jugó en las posiciones de ala, centro y stand-off.

## Carrera

### Club
| Periodo   | Club                      |
| --------- | ------------------------- |
| 1964-1968 | Cardiff RFC               |
| 1968-1976 | St Helens RFC             |
| 1977-1978 | Warrington Wolves         |
| 1979-1981 | Salford Red Devils        |
| 1981-1982 | Cardiff City Blue Dragons |

### Selección nacional
Jugó para Gales en 14 ocasiones de 1968 a 1976 donde anotó un trie y consiguió tres puntos; y participó en la Copa Mundial de Rugby League de 1975.

## Logros

### Club
- Challenge Cup (1): 1972
- Lancashire Cup (1): 1968
- BBC2 Floodlit Trophy (2): 1971, 1975
- Player's No.6 Trophy (1): 1978

### Individual
- Más de 200 tries de por vida en rugby league.[3]